# Aidamir Achimizov
Aidamir Ajmédovich Achimizov (en ruso: Айдамир Ахмедович Ачмизов; 23 de marzo de 1912-2 de diciembre de 1942) fue un profesor y director de escuela, y más tarde militar soviético adigué-shapsug. Combatió como cargador de la 2.ª sección de artillería montada de la Guardia, de la 10.ª división de caballería cosaca del Kubán-Slutsk de la Guardia condecorada con la Orden de la Bandera Roja, la Orden de Suvórov, la Orden de Kutúzov y la Orden de Bogdan Jmelnytsky, del 4.º cuerpo de caballería cosaco de la Guardia en el Frente Transcaucásico. Héroe de la Unión Soviética.

## Biografía
Nació en el seno de una familia campesina adigué-shapsug en el aul de Bolshói Kichmái del actual distrito de Lázarevskoye de la unidad municipal de la ciudad de Sochi del krai de Krasnodar el 23 de marzo de 1912. Miembro del Partido Comunista de toda la Unión (bolchevique). Finalizó los estudios en la Escuela de Pedagogía de Adiguesia (Maikop) en 1937 y entró en el Instituto pedagógico de Krasnodar. Trabajó como profesor de geografía y director en la escuela media de Bolshoye Pseushko y como director de la escuela media de Krasnoalesandrovski en el raión nacional shapsug. Se alistó voluntariamente en el Ejército Rojo en febrero de 1942 y asignado como cargador de la unidad mencionada anteriormente. Destacó por su intrepidez en los combates contra la Wehrmacht de la Alemania Nazi en agosto de 1942 alrededor de las stanitsas Shkurinskaya, Kushchóvskaya, Novoalekséyevskaya y el aul Koshejabl, por lo que recibió la Orden de la Guerra Patria de II clase.
Se distinguió especialmente en los combates en el aul Novkus-Artezián, al sureste del actual krai de Stávropol. Tras atacar por sorpresa su división tomando el control de la ruta Budiónnovsk-Mozdok en la madrugada del 1 de diciembre de 1942, se produjo en la mañana del día 2 el contraataque de los tanques fascistas. Se esforzó en contener el avance de hasta once tanques de los que destruyó con el fuego artillero 2 pesados y 3 tanques medios, con lo que consiguió detener el avance e impedir la captura por el enemigo de las posiciones soviéticas. Sin embargo, murió en el transcurso de la defensa, siendo enterrado en la localidad.

## Condecoraciones[2]
- Héroe de la Unión Soviética
- Orden de Lenin
- Orden de la Guerra Patria de II clase

## Homenaje
El nombre de Achimizov se halla tallado en la Sala de la Gloria del Museo central de la Gran Guerra Patria del Parque de la Victoria. Se erigió un monumento sobre su tumba en el aul Novkus-Artezián, donde también se erigió un busto en su memoria. La escuela de Bolshói Kichmái, su aul natal, lleva su nombre y en su patio hay un busto que le representa desde 1963. En la escuela de Jadzhiko, en la que trabajo brevemente, existe un bajorrelieve que le representa. Ante la escuela del aul Kalezh (antiguamente Krasnoaleksandrovski), de la que fue maestro y director, hay un obelisco que le recuerda. En la fachada de la Escuela de Pedagogía de Maikop hay una placa conmemorativa.